# Leee Black Childers
Leee Black Childers, rodným jménem Lee Black Childers (24. července 1945 – 6. dubna 2014) byl americký fotograf a manažer.
Narodil se v okrese Jefferson County v americkém státě Kentucky a později se přestěhoval do San Francisca, než se roku 1968 usadil v New Yorku. Jako manažer spolupracoval například s Davidem Bowiem, Johnnym Thundersem či Iggy Popem. V letech 1982 až 1984 byl asistentem výtvarníka Andyho Warhola. Roku 2012 vydal knihu Drag Queens, Rent Boys, Pick Pockets, Junkies, Rockstars and Punks. Zemřel roku 2014 v Los Angeles ve věku osmašedesáti let.